# 1813 (getal)
1813 (duizend achthonderddertien) is het natuurlijk getal dat na 1812 en voor 1814 komt.

## Betekenissen
Duizend achthonderddertien is:
- Het jaar 1813.
- Het nummer van de Zelfmoordlijn in België.
- Plein 1813 in Den Haag.
- De planetoïde 1813 Imhotep.
- Het sterrenstelsel IC 1813.